# 天邪鬼

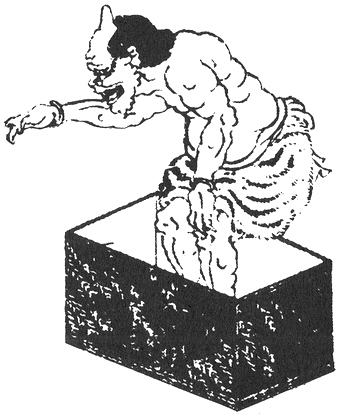
十返舎一九による「天邪鬼」の画

天邪鬼（あまのじゃく、あまんじゃく、てんじゃき）は、悪鬼神もしくは小鬼、また日本の妖怪の一種とされる。「河伯」、「海若」とも書く。

## 由来
仏教では人間の煩悩を表す象徴として、四天王や執金剛神に踏みつけられている悪鬼、また四天王の一である毘沙門天像の鎧の腹部にある鬼面とも称されるが、これは鬼面の鬼が中国の河伯（かはく）という水鬼に由来するものであり、同じく中国の水鬼である海若（かいじゃく）が「あまのじゃく」と訓読されるので、日本古来の天邪鬼と習合され、足下の鬼類をも指して言うようになった。
日本古来の天邪鬼は、記紀にある天稚彦（アメノワカヒコ）や女神天探女（アメノサグメ）に由来する。天稚彦は葦原中国を平定するために天照大神によって遣わされたが、務めを忘れて大国主神の娘を妻として8年も経って戻らなかった。そこで次に雉名鳴女を使者として天稚彦の下へ遣わすが、天稚彦は仕えていた天探女から告げられて雉名鳴女を矢で射殺する。しかし、その矢が天から射返され、天稚彦自身も死んでしまう。
天探女はその名が表すように、天の動きや未来、人の心などを探ることができるシャーマン的な存在とされており、この説話が後に、人の心を読み取って反対に悪戯をしかける小鬼へと変化していった。本来、天探女は悪者ではなかったが天稚彦に告げ口をしたということから、天の邪魔をする鬼、つまり天邪鬼となったと言われる。また、「天稚彦」は「天若彦」や「天若日子」とも書かれるため、仏教また中国由来の「海若」と習合されるようになったものと考えられている。
江戸時代の百科事典である『和漢三才図会』では『先代旧事本紀』からの引用として、スサノオが吐き出した体内の猛気が天逆毎という女神になったとあり、これが天邪鬼や天狗の祖先とされている。

## 説話
民間説話においては前述のように、人の心を察して口真似などで人をからかう妖怪とされるが、地方により伝承が異なる。
秋田県平鹿郡、茨城県稲敷郡、群馬県邑楽郡、静岡県田方郡などでは、人の声を真似ることから木霊や山彦が「アマノジャク」と呼ばれ、山中の声の反響はアマノジャクが声を真似しているなどという。栃木県芳賀郡、富山県西礪波郡、岐阜県加茂郡では山姥を指して天邪鬼と呼ぶ。
神奈川県箱根や静岡県伊豆では、天邪鬼は巨人のようなものとして伝えられており、かつて天邪鬼が富士山を崩そうとして失敗し、そのときに運び出した土がこぼれてできたのが伊豆大島だという。岡山県久米郡中央町（現・美咲町）では、天邪鬼が二上山を高くしようとして石を積み上げたが、完成間近で夜が明けたために失敗し、兵庫県多可郡では天邪鬼が山々の間に橋を造ろうとしたが、同様に失敗したといい、これらの地方では山の上に自然石が転がっている場所や、製作者のわからない石垣などは天邪鬼によるものとされている。
岩手県九戸郡では天邪鬼が炉の灰の中にいるといい、東北地方では天邪鬼は蛹のこと、秋田県仙北郡角館ではチャタテムシのこととされる。また、同県の平鹿郡（現・横手市）での俗信では、嬰児はアマノジャクが子守をして泣かせないと言われていた。
『うりこ姫』など、昔話（日本の童話）にも登場する。
長野県南佐久郡の小海の奥の「カッポウ」という所に天邪鬼がいた。大きな体をしており、一気に一山越えて手桶をついたので、その跡がある。また付近には天邪鬼の足跡も残っている。

## 転用
「人の心を見計らって悪戯をしかける子鬼」とされることから転じて、現代では「他者（多数派）の思想・言動に逆らうような言動をする"ひねくれ者"、"つむじ曲がり"」を指して、「あまのじゃく（な人）」と称されるようになった。
映像作品上のキャラクターとして転化される際にもこの性格が押し出されることが多く、一例として特撮作品『ぐるぐるメダマン』では仲間内に対立を招くキャラクターとして、『忍者戦隊カクレンジャー』では人々を意地悪にして騒動を起こす敵役として登場している。